# Tomás el Apóstol
Tomás (hebreo: תוֹמָאס; griego: Θωμᾶς; copto: ⲑⲱⲙⲁⲥ; sirio: ܬܐܘܡܐ ܫܠܝܚܐ Tʾōmā šliḥā), llamado también Judas Tomás Dídimo, fue uno de los doce apóstoles de Jesús, según el Nuevo Testamento. El nombre Tomás significa «gemelo» en arameo, y Dídimo tiene la  misma acepción en griego. Tomás es a menudo conocido como «Tomás el incrédulo» debido a que dudó inicialmente de la resurrección de Jesucristo, cuando le hablaron de ello (tal y como se narra en el Evangelio de Juan), si bien luego confesó su fe («Mi Señor y mi Dios») al ver las llagas infligidas en su cuerpo durante la crucifixión.
De acuerdo con los relatos tradicionales de los Cristianos de Santo Tomás de la actual Kerala, en India, Tomás viajó fuera del Imperio Romano para predicar el Evangelio, llegando incluso hasta el Tamilakam, localizado en el sur de la India, en el año 52 d. C. En 1258, algunas de sus reliquias fueron llevadas a Ortona, en Abruzos, Italia, donde han sido mantenidas en la Iglesia de Santo Tomás Apóstol. Es venerado como santo tanto por la Iglesia católica como por la Iglesia ortodoxa, y es considerado el santo patrón de la India entre sus fieles cristianos, siendo su fiesta litúrgica en el rito romano, el 3 de julio, celebrada como el Día de los Cristianos de la India.

## Nombre e identidad
En tres pasajes del Evangelio de Juan (Juan 11:16; Juan 20:24 y Juan 21:2), se lo nombra como: «Tomás, llamado el Dídimo». Tanto la palabra griega «Dídimo» como la aramea «Tau'ma», significan ‘gemelo’ o ‘mellizo’. Por lo tanto, la expresión «Tomás, llamado el Dídimo» es una tautología que elude mencionar el nombre real del personaje. En la versión siria de la Biblia conocida como Peshitta, esta tautología se resuelve en  Juan 11:16, donde se lee: ܐܳܡܰܪ ܐܳܡܰܪ ܬ݁ܳܐܘܡܰܐ ܕ݁ܡܶܬ݂ܶܐܡܰܪ ܬ݁ܳܐܡܳܐ ܠܬ݂ܰܠܡܺܝܕ݂ܶܐ ܚܰܒ݂ܪܰܘܗ݈ܝ ܢܺܐܙܰܠ ܐܳܦ݂ ܚܢܰܢ ܢܡܽܘܬ݂ ܥܰܡܶܗ (ʔomar Thoʔwma dmetheʔmar thoʔmo lthalmide khabrawi nʔizal af khnan nmuth ʔame), «Thoma, llamado el Gemelo, dice a sus condiscípulos: Vayamos también nosotros, para que muramos con él». Así, en arameo se distingue entre Tomás, el nombre del apóstol, su sobrenombre tho'mo que significa mellizo.
El Evangelio de Tomás, hallado en Nag Hammadi, comienza así: «Estas son las palabras secretas que pronunció Jesús el Viviente y que Dídimo Judas Tomás consignó por escrito». La tradición siria informa también de que el nombre completo del apóstol era Judas Tomás, y en el apócrifo conocido como Hechos de Tomás, escrito en la Siria oriental a comienzos del siglo III, es identificado con Judas, uno de los cuatro hermanos de Jesús mencionados en Marcos 6:3.  Según la tradición era primo en segundo grado de Jesús.

## Tomás en el Nuevo Testamento

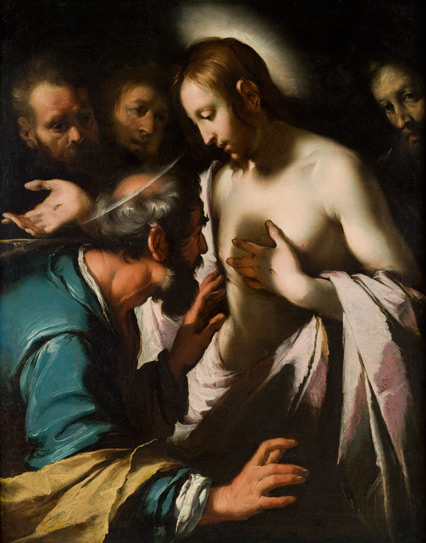
Incrédulo Tomás de Bernardo Strozzi

En los evangelios sinópticos y en los Hechos de los Apóstoles aparece en la lista de los apóstoles (Mateo 10:3, Marcos 3:18, Lucas 6:15, Hechos 1:13), pero no se da más información acerca de él.
El apóstol Tomás aparece en varios pasajes del Evangelio de Juan:
- Juan 11:16: Lázaro acaba de morir, y los discípulos se resisten a la decisión de Jesús de volver a Judea, donde los judíos lo esperan para apedrearlo. Jesús está decidido, pero es Tomás quien dice la última palabra: «Vamos también nosotros, para que muramos por él».

- Juan 14:5: Durante la Última Cena, Jesús asegura a sus discípulos que conocen el camino al lugar a donde él va a ir. Tomás, sin embargo, pregunta: «Señor, no sabemos a dónde vas; ¿cómo, pues, podemos saber el camino?» Jesús responde que él es el camino, la verdad y la vida, y que solamente a través de él conocerán al Padre.

- Juan 20:24-29: Aunque a Tomás se le anuncia la Resurrección de Jesús, se niega a admitirla: «Si no veo en sus manos la señal de los clavos y meto mi dedo en el lugar de los clavos, y meto mi mano en su costado, no creeré». Ocho días después, Jesús resucitado le ofrece a Tomás tocar con sus propias manos sus heridas, y le recrimina haber necesitado ver para creer. Es el más conocido de todos los episodios evangélicos relacionados con el apóstol Tomás.

- Juan 21:2: Tras haber estado ausente de la comunidad en la primera aparición del Resucitado a ellos, es mencionado en el último capítulo del Evangelio como uno más de los que acompañan a Pedro.

## Escritos atribuidos a Tomás el Apóstol

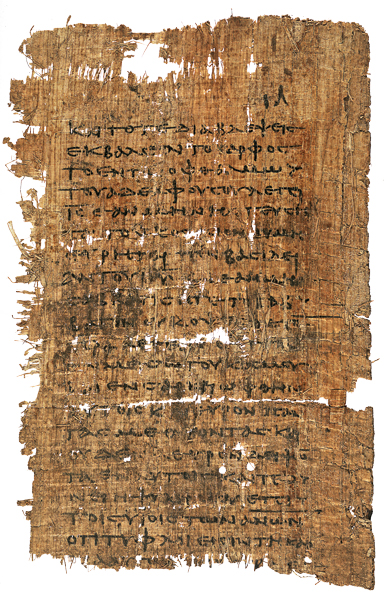
Apócrifo Evangelio de Tomás

En los primeros siglos de la era cristiana circularon varios escritos que se presentaban a sí mismos como redactados por el apóstol Tomás.
El más importante de todos ellos es sin duda el Evangelio de Tomás, apócrifo descubierto en 1945 en Nag Hammadi. Si bien el ejemplar conservado pertenece a la primera mitad del siglo IV, muchos estudiosos consideran que la obra en sí es mucho más antigua; las fechas de composición, no obstante, varían entre el siglo I, con lo cual sería contemporáneo de los evangelios canónicos, y el siglo III. Se trata de un conjunto de 114 dichos (logia) de Jesús, que son pronunciamientos de Jesús o producto de sus conversaciones con los discípulos. Carece de material narrativo: no relata «hechos» de Jesús. El Evangelio de Tomás hace especial hincapié en que el Reino de Dios está dentro de nosotros:

Si vuestros guías os dicen que el Reino está en el cielo, los pájaros os precederán. Si os dicen que está en el mar, entonces los peces os precederán. El Reino está dentro de vosotros y fuera de vosotros.

...cuando os lleguéis a conocer, entonces seréis conocidos y sabréis que vosotros sois los hijos del padre viviente.

El Evangelio de Tomás fue considerado herético por los Padres de la Iglesia. Fue conocido y mencionado por varios escritores cristianos de los primeros siglos (Hipólito de Roma, Orígenes, Eusebio de Cesarea, Cirilo de Jerusalén, etc.), que siempre indicaron que era un libro perteneciente a círculos separados de la Iglesia, aceptado por los gnósticos y en particular por los maniqueos. La investigadora Elaine Pagels sostiene que el Evangelio de Juan fue escrito en respuesta a esta obra.
Otro apócrifo fue puesto bajo la autoría de Tomás; se trata del Evangelio del Pseudo Tomás -no confundir con el anterior-, escrito probablemente a finales del siglo II, tal vez en Siria, que se encuadra en el grupo de los apócrifos de la infancia.
En el texto gnóstico del siglo III Pistis Sophia, Tomás es citado como uno de los tres testigos encargados de transmitir las enseñanzas de Jesús, junto a los apóstoles Felipe y Mateo, lo que parece demostrar que estaba bastante difundida su inclusión entre los evangelistas.

## Posibles sucesos posteriores
Se atribuye a Tomás la evangelización de Oriente. Tiene una gran importancia tanto en Siria como en la India. En la ciudad de Ortona (Abruzzo, Italia), hay una basílica dedicada al apóstol Tomás, dentro de la cual se conservan reliquias que se atribuyen al santo, que fueron trasladadas desde la isla de Chios.

### Tomás en Siria

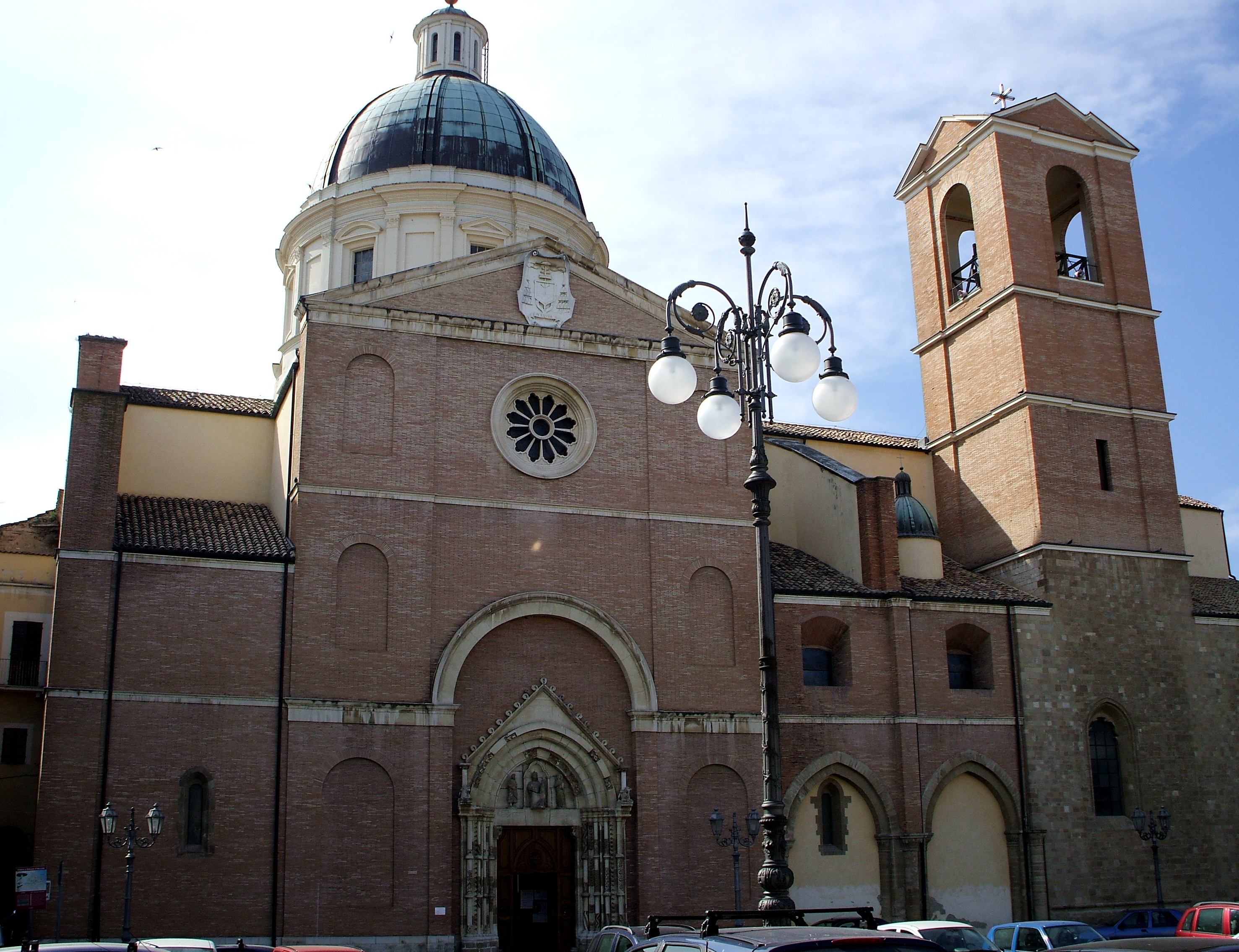
Basílica de santo Tomás en Ortona (Abruzzo), donde desde el se conservan reliquias atribuidas al santo provenientes de la isla de Chios.

Tomás tiene un importante papel en la leyenda del rey Abgar de Edesa, ya que envió a Tadeo (no confundir con el apóstol Judas Tadeo) a predicar en Edessa después de la Ascensión de Cristo (Eusebio de Cesarea, Historia ecclesiae 1.13; III.1; Efrén el Sirio relata también esta leyenda). En la década de 380, la monja Egeria describió su visita en una carta dirigida a su comunidad de religiosas en Occidente (Itineraria Egeriae):

...llegamos a Edesa, en nombre de Cristo Nuestro Señor, y, a nuestra llegada, reparamos inmediatamente en la iglesia y monumento de Santo Tomás. Allí, según la costumbre, se reza y se hacen las otras cosas que se acostumbra a hacer en los lugares santos; leímos también algunas cosas acerca de Santo Tomás. La iglesia de allí es muy grande y hermosa, y de nueva construcción, un lugar muy a propósito como casa de Dios, y, como había muchas cosas que yo deseaba ver, fue necesario permanecer allí durante tres días.

### Tomás en la India

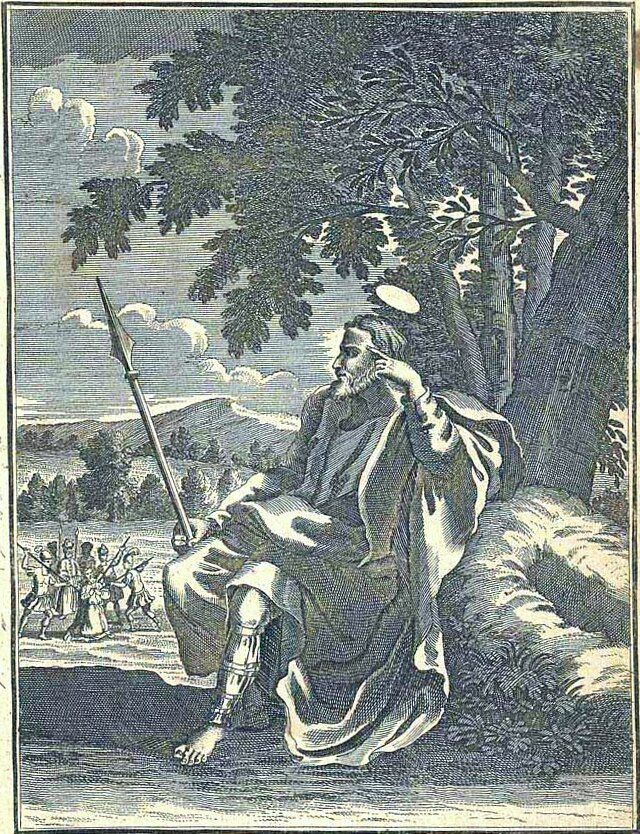
Ilustración que representa a santo Tomás en la India

Eusebio de Cesarea (Historia Ecclesiastica, III.1) cita un texto de Orígenes, que vivió en la primera mitad del siglo III, en el que afirma que Tomás fue el apóstol de los partos. Sin embargo, Tomás es más conocido como evangelizador de la India (al este de Partia), según se relata en los Hechos de Tomás (hacia 200). En Edesa, donde se veneran sus reliquias, el poeta Efrén el Sirio (muerto en 373) escribió un himno, en que el diablo exclama:

...¿En qué lugar escaparé del justo?
Incité a la Muerte a que acabase con los Apóstoles, para escapar así a sus golpes.
Pero ahora se me golpea aún más duramente: el Apóstol del que escapé en la India me ha alcanzado en Edesa; aquí y allí me encuentro con el mismo.
Allí donde yo voy está él: aquí y allí lo encuentro, para mi desgracia.

Se han conservado varios himnos al apóstol Tomás, atribuidos a Efrén el Sirio, en códices de los siglos VIII y IX, que transmiten la tradición según la cual los restos de Tomás fueron llevados a Edessa desde la India por un mercader. Las reliquias, según la citada tradición, obraron milagros tanto en la India como en Edessa.
Las diversas denominaciones de los modernos Cristianos de Santo Tomás creen, según una tradición no escrita que según ellos se remonta a finales del siglo II, que Tomás desembarcó en Kodungallur en el año 52, y fundó las iglesias popularmente conocidas como 'Ezharappallikal' (Siete Iglesias y Media). Estas iglesias eran las de Kodungallur, Kollam, Niranam, Nilackal (Chayal), Kokkamangalam, Kottakkayal (Paravoor), Palayoor (Chattukulangara) y Thiruvithamkode (la media iglesia).
Los Hechos de Tomás describen, en su capítulo 17, la visita de Tomás al rey Gondofares, en el norte de la India. Según este texto (capítulos 2 y 3), Tomás viajó a la India por mar. Que tales viajes eran posibles es conocido a través de textos como el Periplo del Mar Eritreo. En 1872 se descubrió que el rey Gondofares había existido realmente, y había reinado entre los años 21 y 47. Posiblemente, el autor de los Hechos de Tomás manejó datos históricos fidedignos en lo referente a la India; esto, no obstante, no constituye prueba alguna de historicidad en lo referente al supuesto viaje del apóstol.
Según la tradición, Tomás sufrió martirio en la India el 3 de julio del año 72. Por esa razón su festividad se celebra el 3 de julio.

### Tomás en América
En el siglo XVII el matemático e historiador mexicano Carlos de Sigüenza y Góngora defendió que el apóstol Santo Tomás había predicado en las Indias, no en la India, y que su recuerdo se habría transformado en los nativos prehispánicos en la figura de Quetzalcóatl. En 1790, al descubrirse en la Plaza de Armas de la Ciudad de México, importantes reliquias prehispanas, la estatua que se identificó con Coatlicue y la Piedra del Sol o Calendario Azteca, el abogado mexicano José Ignacio Borunda, retomó estas teorías, creyendo encontrar en el análisis de esos documentos históricos confirmación a la identificación de Santo Tomás con Quetzalcóatl, asegurando además que el manto de la Virgen de Guadalupe era en realidad la capa de Santo Tomás Quetzalcóatl en la que la Virgen en persona habría impreso su huella. Estas suposiciones fueron aceptadas y defendidas por el padre dominico Servando Teresa de Mier en un sermón que pronunció ante el arzobispo de México y el virrey de la Nueva España el 12 de diciembre de 1794, en la Insigne y Real Colegiata de Nuestra Señora de Guadalupe, en la solemne festividad de la milagrosa aparición de dicha santa imagen, produciendo una gran conmoción (en tanto negaba la milagrosa aparición de la imagen) que llevó a que se abriera un proceso, en el que se desautoriza por extravagante la suposición de hacer al apóstol Santo Tomás en la América del siglo I.
Leyenda de Santo Tomás (Pa’i Sumé) en Paraguay
Un antiguo relato indígena narra que, mucho tiempo antes de la llegada de los conquistadores europeos, anduvo por América un hombre alto, de barba blanca y gran sabio, llamado Sumé o Tumé (Avaré Sumé marangatú) que vino a enseñar el arte de la agricultura, a sembrar el maíz y la mandioca y sobre todo enseñó las virtudes y uso de la yerba mate. Terminada su misión se volvió al mar, dejando huellas de sus pisadas. Estas se encuentran en diversos cerros (Tacumbú en Asunción, Santo Tomás, Cristo Rey en Caacupé y Yaguarón, entre otros) del Paraguay y son llamadas Santo Tomé pyporé. Así) en diversos cerros: … Pa'í Sumé es un héroe cultural de los guaraníes, adaptado por los primeros misioneros cristianos, quienes lo identificaron con Santo Tomás, que se había adelantado para preparar la venida de ellos. Los nativos usaban, para sus viajes a la costa y al Paraguay, un sistema de caminos conocido con el nombre de «Peavirú», y también con el nombre de «Camino de Santo Tomás», que marcaba los lugares por donde anduvo Tumé. El cacique Marakaná, del Guairá, relató la leyenda de Pa'í Tumé a los Padres Cataldino y Mazzeta.

## Tomás en la Literatura
El escritor peruano Ricardo Palma, autor de las llamadas Tradiciones peruanas realizadas en el siglo XIX, escribió una donde recoge la idea de que Santo Tomás también estuvo en esa nación americana. Se trata de su historia titulada La sandalia de Santo Tomás, publicada por primera vez en 1877 en la cuarta serie de tradiciones.